# Каськов, Константин Андреевич
Константин Андреевич Каськов (2 [15] июня 1916, Калиновка, Бугурусланский уезд, Самарская губерния, Российская империя — 22 января 1940, Ленинград) — советский военный лётчик, участник советско-финской войны, Герой Советского Союза (7.04.40).

## Биография
Родился в 2 (15) июня 1916 года в селе Калиновка ныне Самарской области в семье крестьянина. Русский. В семье был первым из четверых детей.
Окончив пять классов, помогал родителям по хозяйству, работал в колхозе. Не мог продолжать учёбу, так как в селе была только пятилетка, а учить сына на стороне родители не могли, у них не было средств. Был женат, имел дочь Нину.
В РККА с 1937 года. Окончил школу младших авиационных специалистов. Затем учился в лётном училище, которое окончил по военной специальности — радист-стрелок. Участвовал в освободительном походе на Западную Украину и в Западную Белоруссию.
Во время советско-финской войны был стрелком-радистом в 54-м скоростном бомбардировочном авиаполку Северо-Западного фронта. Совершил 8 боевых вылетов.
17 января 1940 года шесть СБ из 54-го сбап возвращались на базу после налёта на аэродром Лаппенранта. В 13.55 над Карельским перешейком они были перехвачены двадцатью четырьмя истребителями Fokker D.XXI из эскадрильи LLv24. В ожесточённом воздушном бою в течение сорока минут советские лётчики сбили девять самолётов противника и ещё несколько серьёзно повредили. В этом бою старшина К. Каськов был тяжело ранен. 22 января 1940 года он умер от ран в госпитале Военно-медицинской академии Красной Армии имени С. М. Кирова в Ленинграде. Похоронен на Богословском кладбище города Санкт-Петербурга.

## Награды
- 7 апреля 1940 года старшина Каськов Константин Андреевич был удостоен звания Герой Советского Союза посмертно.
- Награждён орденом Ленина.